# Formicarius analis
Formicarius analis là một loài chim trong họ Formicariidae.